# Phạm Ngọc Đăng
Phạm Ngọc Đăng (1937 - 20 tháng 5 năm 2025) là một Giáo sư, Tiến sĩ Khoa học, nhà giáo Nhân dân Việt Nam. Ông từng là Tổng Thư ký Hội đồng Giáo sư Nhà nước và Chủ tịch Hội đồng Giáo sư liên ngành Xây dựng - Kiến trúc, Uỷ viên Hội đồng Bảo vệ thi hài Bác Hồ, Uỷ viên Hội đồng Phát triển bền vững Quốc gia. 

## Tiểu sử
Phạm Ngọc Đăng sinh ngày 10-10-1937 tại xã Gia Thắng (huyện Gia Viễn, tỉnh Ninh Bình). Năm 1960 ông tốt nghiệp khóa 1 - Khoa Xây dựng Dân dụng và công nghiệp trường Đại học Bách Khoa Hà Nội (tiền thân của Trường Đại học Xây dựng Hà Nội) và trở thành một trong số những kỹ sư xây dựng đầu tiên của Việt Nam.

## Sự nghiệp
- Học vị: Tiến sĩ năm 1973, Tiến sĩ khoa học năm 1978.[1]
- Học hàm: Được công nhận chức danh Phó giáo sư năm 1984, Giáo sư năm 1991

Chức vụ cao nhất đảm nhiệm:
- Hiệu trưởng trường Đại học Xây dựng Hà Nội (1982 – 1990);
- Tổng Thư ký Hội đồng Giáo sư Nhà nước
- Chủ tịch Hội đồng Giáo sư liên ngành Xây dựng - Kiến trúc (1990 – 2007)
- Uỷ viên Hội đồng Bảo vệ thi hai Bác Hồ (1985 – 2000)
- Uỷ viên Hội đồng Phát triển bền vững Quốc gia (2009 – 2010).

Tham gia các Hội khoa học kỹ thuật, nghề nghiệp:
- Chủ tịch Hội Môi trường Xây dựng Việt Nam
- Phó Chủ tịch Hội Bảo vệ Thiên nhiên va Môi trường Việt Nam
- Uỷ viên Ban Chấp hanh Tổng Hội Xây dựng Việt Nam.

Những cống hiến chính về chuyên môn:
- Xuất bản 16 cuốn Sách về chuyên môn và khoảng 110 Công trình khoa học.
- Một số kết quả nghiên cứu đa được đưa vào giáo trình đại học môn Vật lý Xây dựng xuất bản ở Liên Bang Nga, và được đưa vào Tiêu chuẩn Môi trường và Tiêu chuẩn Xây dựng Việt Nam
- Được cấp bằng độc quyền tác giả "Lo đốt chất thải công nghiệp nguy hại" va Giấy chứng nhận quyền tác giả "Mái nhà phù hợp với điều kiện khí hậu nhiệt đới".

## Danh hiệu Tôn vinh
- Huân chương kháng chiến chống Mỹ hạng Ba
- Huân chương Lao động hạng Ba
- Giải thưởng Môi trường Việt Nam
- Danh hiệu Nhà giáo nhân dân.